# 巴尔德圣洛伦索
巴尔德圣洛伦索，是西班牙卡斯蒂利亚-莱昂莱昂省的一个市镇。 总面积50平方公里，总人口719人（001年），人口密度14人/平方公里。